# 2013年12月臺灣
| << | 2013年12月 （民國102年） | >> |    |    |    |    |
| \| 日 \| 一 \| 二 \| 三 \| 四 \| 五 \| 六 \| \| 1 \| 2 \| 3 \| 4 \| 5 \| 6 \| 7 \| \| 8 \| 9 \| 10 \| 11 \| 12 \| 13 \| 14 \| \| 15 \| 16 \| 17 \| 18 \| 19 \| 20 \| 21 \| \| 22 \| 23 \| 24 \| 25 \| 26 \| 27 \| 28 \| \| 29 \| 30 \| 31 \| \| \| \| \| \| \| \| \| \| \| \| \| |                          |    |    |    |    |    |
| 臺灣新聞動態／維基新聞 |                          |    |    |    |    |    |
| 世界／中国大陆／臺灣 |                          |    |    |    |    |    |
| 日 | 一                       | 二 | 三 | 四 | 五 | 六 |
| 1 | 2                        | 3  | 4  | 5  | 6  | 7  |
| 8 | 9                        | 10 | 11 | 12 | 13 | 14 |
| 15 | 16                       | 17 | 18 | 19 | 20 | 21 |
| 22 | 23                       | 24 | 25 | 26 | 27 | 28 |
| 29 | 30                       | 31 |    |    |    |    |
| |                          |    |    |    |    |    |

## 12月2日
- 台灣企業家關弘鈞因胰臟癌病逝。[1]

## 12月3日
- 兄弟象買主確定為籌備中的華翼育樂。中信金控宣布，旗下中國信託銀行透過華翼育樂，用新台幣4億元取得取得兄弟象10年冠名權及廣告合作權利。金管會表示，將了解該公司與中信金的關係。[2]

## 12月4日
- 核三廠1號機，才在10月16日至11月28日完成年度歲修加入併聯發電，不到1周卻在11月4日下午1時1分發生跳機急停事件。原能會要求台電查明故障原因及提出改善對策後，才可再啟動機組。[3][4]
- 經濟部公告2014年各類別再生能源電能躉購費率，與102年度相較，除太陽能發電調降及廢棄物發電維持外，其餘再生能源均調高收購價。[5]

## 12月5日
- 日月明功虐死案：彰化一名與丈夫分居的媽媽沉迷靈修團體「日月明功」，將就讀鹿港高中18歲的兒子詹淳寓向學校請假2周，帶往靈修場所默園囚禁18天，並用繩子反綁兒子手腳，以水管、竹子毆打，每天只給流質食物，造成兒子暴瘦餓死；法醫解剖遺體，死因是營養不良、肝臟損傷和虐打致死。媽媽並謊稱是要幫兒子戒毒。ettoday（页面存档备份，存于）
- 嘉義市花海節登場，慶祝活動將於12月7、8日及14、15日兩個周末舉行各樣表演、展覽，節目時間從上午10點到下午5點。[6]

## 12月10日
- 高雄一名45歲的吳姓婦人，於11月在高雄阮綜合醫院醫院手術後疼痛不已，向護理站反應多次，胡姓實習醫師透過電話三次開藥，婦人最後仍發生敗血性休克致死。主治醫生事後聲稱他未接獲醫院的通知。高雄市政府衛生局調查，認定阮綜合確有「醫療業務管理明顯疏失」，將依《醫師法》第12、67及108條規定處新台幣8萬至65萬元罰鍰。至於相關人員是否涉及業務過失致死等刑事責任，全案移送高雄地檢署，暫分「相」案調查。民間監督健保聯盟批評：衛福部長期縱容醫院濫用實習醫師，才是元凶。[7][8]

## 12月11日

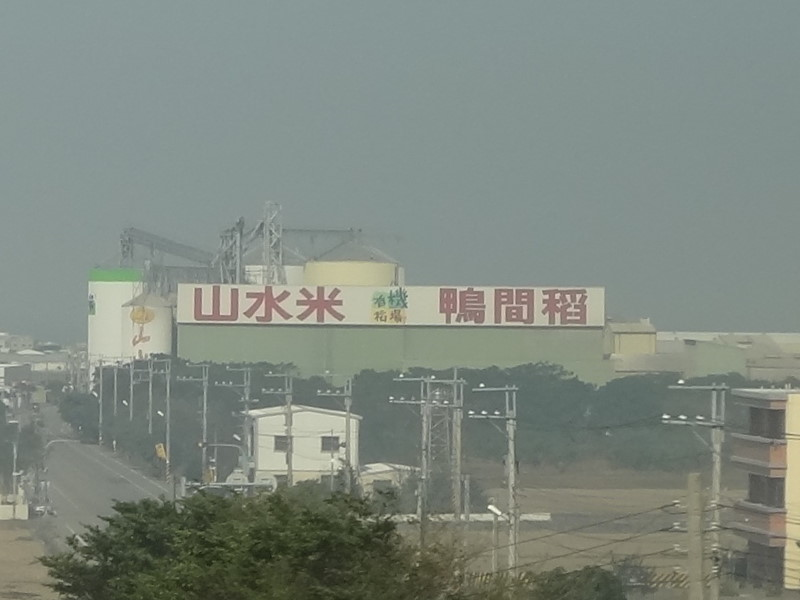
泉順食品總部

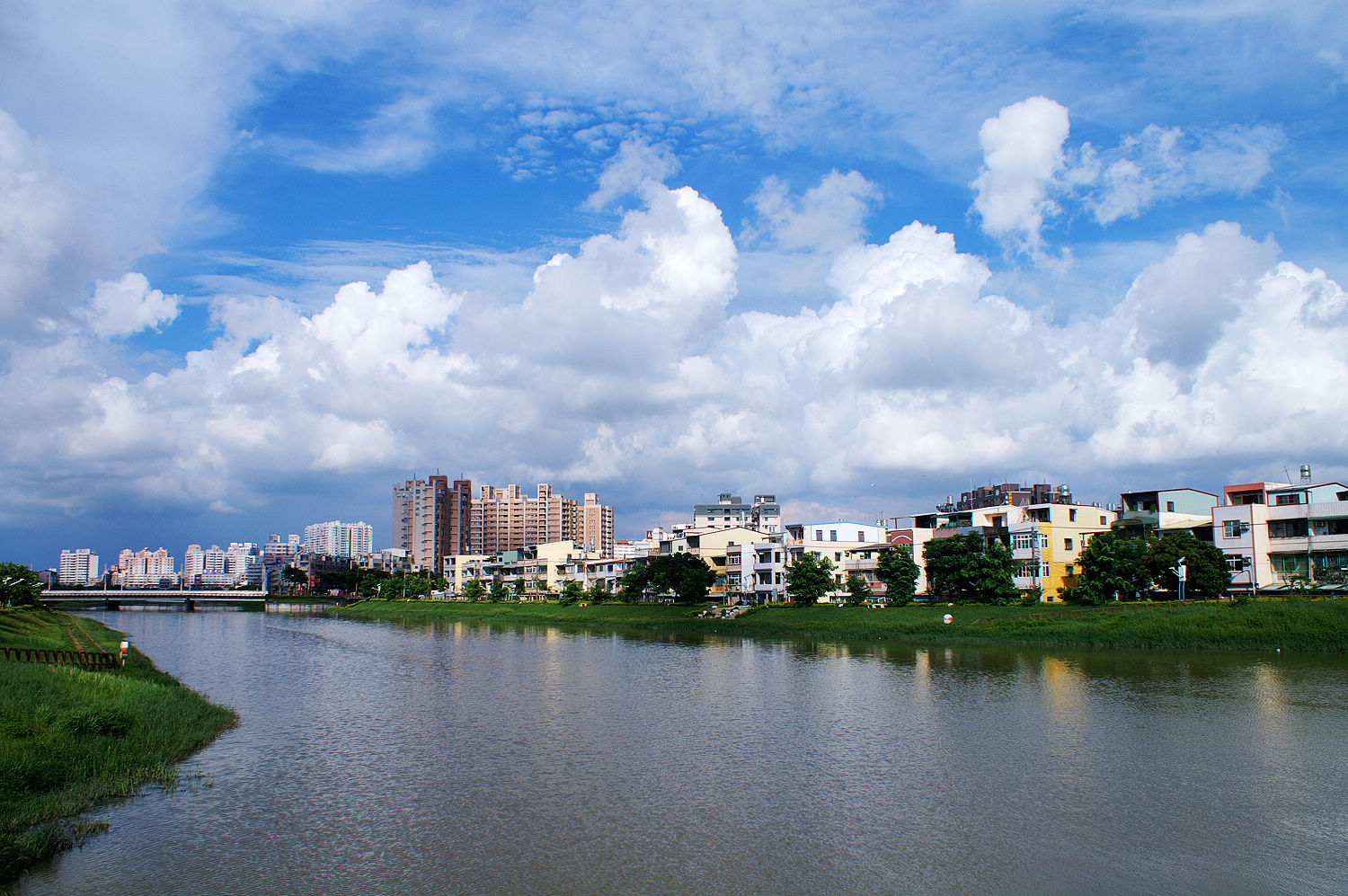
後勁溪

- 以越南米混充台灣米銷售的泉順食品，被農委會廢止糧商登記並註銷糧商登記證。 [9]
- 日月光半導體爆發水污染事件，位於高雄市的K7廠被查獲違規偷排含有毒重金屬鎳的污水到後勁溪，污染下游約940公頃的農地。[10]

## 12月14日
- 臺鐵埔心平交道事故後續：2012年1月17日桃園縣楊梅市發生的太魯閣號撞擊闖越平交道砂石車事件，太魯閣號車長蔡崇輝不幸殉職入祀忠烈祠。然則遺孀家屬向媒體投訴，當鐵路局辦理撫卹卻遭銓敘部判決不符合「因公冒險犯難死亡」而回退。[11][12]

## 12月17日
- 臺鐵埔心平交道事故後續：銓敘部澄清家屬的指控，表示早已於2012年5月核發撫卹金，而且未否認蔡崇輝因公殉職的精神，只是不符合專案小組審查的「冒險犯難」要件。 [13][14]

## 12月18日
- 運動精英獎舉行頒獎典禮，頒發「終身成就獎」給徐生明（遺孀代表領獎）肯定其為台灣棒壇的貢獻，最佳女子運動員獎由亞錦賽、東亞運、世大運、世錦賽國際賽事摘金郭婞淳獲得，她的教練也林敬能也獲得最佳教練獎，最佳男運動員傑出獎得主為陽岱鋼，最佳新秀運動員獎則有「台灣新蛙王」之譽的蔡秉融取得，最佳運動精神獎由聽障羽球選手范榮玉獲得，最佳運動團隊獎頒發給中華男子排球代表隊為台灣排球摘下2013年天津東亞運取得金牌。[15][16][17][18]

## 12月23日
- 中央研究院天文及天文物理所助理研究員「淺田圭一」&客座科學家「中村雅德」領導之研究團隊，揭露「黑洞噴流加速至接近光速」之完整過程。此研究成果已於同日發表於「天文物理期刊通訊」，論文第一作者「淺田圭一」。[19]

## 12月24日
- 台北市政府工務局水利工程處科長何順華指出，荒野保護協會歷經近半年的實地調查，於基隆河右岸發現已被國際自然保護聯盟(IUCN)列為「近危物種」的四斑細蟌。[20]
- 新竹市香山溼地於復育臺灣招潮蟹時，意外地吸引到在臺灣本島已絕跡近20年之活化石「鱟」來此活動。[21]
- 台中高分院法官胡景彬貪污案，擁3妻，3女名下超過新台幣3億來源不明的財產。[22][23]

## 12月30日
- 交通部於凌晨0時起，開始實施國道道路計程收費，並給予3日免費優惠，2014年1月2日起正式收費。[24][25][26]